# RTL Radio Lëtzebuerg
RTL Radio Lëtzebuerg ist ein Hörfunkprogramm in luxemburgischer Sprache, das über UKW im Großherzogtum Luxemburg und im Grenzbereich des benachbarten Auslandes zu empfangen ist. Es werden dabei zwei Frequenzen genutzt: 88,9 MHz und 92,5 MHz. Ebenfalls wird das Programm landesweit im Kabelnetz sowie als Livestream im Internet und über Telefonserver verbreitet. Als RTL Radio Web TV wird das Programm, untermalt von Live-Bildern aus dem Studio, von Wetterkarten, Verkehrsinformationen und Webcams, während mehrerer Stunden am Tag auch über das Fernsehsignal von RTL Télé Lëtzebuerg und RTL Zwee ausgestrahlt. Seit August 2009 kann das Programm auch digital über den Satelliten Astra 3B (23,5° Ost) empfangen werden (DVB-S).
Täglich erreicht RTL Radio Lëtzebuerg 178 300 Zuhörer, dies entspricht 34 % der Gesamtbevölkerung über 12 Jahre. (TNS Ilres Studie). RTL Radio Lëtzebuerg ist das meistgehörte Programm des Landes.

## Organisation

### Geschäftsleitung
Geschäftsführer:
- Christophe Goossens[2]

Content Director & stellvertretender Geschäftsführer:
- Steve Schmit

Directeur de l’information :
- Guy Weber

Director of Audio :
- David Gloesener

## Konzept
RTL Radio Lëtzebuerg wird gemeinhin als nationaler Radiosender betrachtet, mit einer ausgeprägten Publikumsbindung und einem umfangreichen Informationsportal im Internet. Die auch von den ARD-Anstalten bekannten Synergieeffekte zwischen Programm und Internetangebot werden hier für Luxemburg umgesetzt und zeitnah aktualisiert, darunter auch Unterhaltung und Webdienste für ein breites Publikum.

### Sendeschema
(seit September 2020)
Montag bis Freitag:
- 06:00 – 10:00: Den RTL Wecker mam Michelle Reiter & Dan Spogen, die Morgensendung mit allen wichtigen Informationen (Verkehrslage, Wettervorhersage, Nachrichten) und aktuellen Themen, moderiert von Michelle Reiter & Dan Spogen
- 07:00 – 08:00: Eng Stonn Informatioun, eine Stunde Informationen mit unter anderem lokalen und internationalen Nachrichten, Berichterstattungen, Kommentare und dem Thema des Tages.
- 10:00 – 13:00: De Virmëtteg mam Coryse Ludowicy, die Vormittagssendung mit aktuellen Themen, Musik und Diskussionen moderiert von Coryse Ludowicy
- 12:00 – 13:00: Eng Stonn Informatioun, eine Stunde Informationen mit unter anderem lokalen und internationalen Nachrichten, Berichterstattungen, Kommentare und dem Thema des Tages.
- 13:00 – 16:00: De Nomëtten mam Tom Nols, die Nachmittagssendung mit aktuellen Themen, Musik und guter Stimmung, moderiert von Tom Nols.
- 16:00 – 20:00: De Feierowend mam Bob Konsbruck, die Feierabendsendung mit allen wichtigen Informationen vom Tag und einem regulären Verkehrsservice moderiert von Bob Konsbruck.
- 18:00 – 19:00: Eng Stonn Informatioun, eine Stunde Informationen mit unter anderem lokalen und internationalen Nachrichten, Berichterstattungen, Kommentare und dem Thema des Tages.

Samstag:
- 06:00 – 10:00: Den RTL Wecker mam Laurent Gillander, die Morgensendung mit allen wichtigen Informationen (Verkehrslage, Wettervorhersage, Nachrichten) und aktuellen Themen, moderiert von Laurent Gillander
- 10:00 – 12:00: Dat gleefs de net, (das glaubst du nicht) eine Spiel-Show, die abwechselnd von Marie Gales und Raoul Ross moderiert wird. Bei diesem Spiel geht es darum, die falsche Antwort zu finden, um sich für das Finale zu qualifizieren.
- 12:00 – 13:00: RTL Background, eine Talk-Runde mit Fokus auf aktuelle Themen
- ab 18:00: Sport-Emissioun um Samschdeg mam Rich Simon a Fränky Hippert, die Sportsendung mit Liveschaltungen moderiert von Rich Simon und Fränky Hippert

Sonntag:
- 09:00 – 11:00: De Sonndes-Duell mam Gibbes Bertolo, musikalisches und unterhaltsames Programm mit Duells aus allen Musikrichtungen und Epochen moderiert von Gibbes Bertolo.
- 11:00 – 12:00: De Presseclub / 5 vir 12: De Presseclub: die Vertreter der Printmedien diskutieren über aktuelle Ereignisse der vergangenen Woche. 5 vir 12: eine lockere Talk-Runde mit dem etwas anderen Wochenrückblick.
- ab 15:00: Sport-Emissioun um Sonndeg mam Jeff Kettenmeyer, die Sportsendung mit Liveschaltungen moderiert von Jeff Kettenmeyer.

Nachrichten werden halbstündlich gesendet. Ab 20.00 Uhr ist jeden Tag eine Nonstop-Musik Sendung im Programm (außer besondere Veranstaltungen oder Sport Live-Schaltungen).

## Moderatoren
- Bob Konsbrück, RTL Feierowend
- Camille Ney, Viva La Vida
- Coryse Ludowicy, RTL Virmëttesprogramm
- Dan Spogen, RTL Wecker
- Franky Hippert, Sport-Emissioun
- Gilbert Bertolo, De Sonndes-Duell
- Jeff Kettenmeyer, Sport-Emissioun
- Laurent Gillander, RTL Nomëttesprogramm
- Marie Gales, Dat gleefs de net
- Michèle Schons, Reportage
- Michelle Reiter, RTL Wecker
- Raoul Roos, Dat gleefs de net
- Rich Simon, Sport-Emissioun
- Tom Nols, RTL Nomëtten
- Loïc Juchem, Samschden an Sonnden Nomëtten

## Nachrichtenredaktion
- Roy Grotz, Chefredakteur
- Annick Goerens
- Carine Lemmer
- Claude Zeimetz
- Claudia Kollwelter
- Dany Rasqué
- Diana Hoffmann
- Fanny Kinsch
- François Aulner
- Jean-Marc Sturm
- Joel Detaille
- Maxime Gillen
- Monica Camposeo
- Pit Everling
- Sascha Georges
- Tim Morizet

## Geschichte
Seit 1958 wurden über UKW Radiosendungen in luxemburgischer Sprache ausgestrahlt, anfangs jedoch nur morgens, mittags und am frühen Abend. Das Vollprogramm startete am 19. Oktober 1959 auf 92,5 MHz vom Sender Junglinster. 1970 wurde der UKW-Sender in Hosingen eingeschaltet, der den in Junglinster seitdem ersetzt.
Am Abend wurde von 2005 bis 2016 das Programm mit Rock-Musik in Form von „Radio Luxembourg“ in englischer Sprache fortgeführt. Moderiert wurde meist von Benny Brown (daher auch der Name „Benny Brown Show“).